# Karl Weidmann
Karl Weidmann (4 de julio de 1931) es un deportista suizo que compitió en remo.
Participó en los Juegos Olímpicos de Helsinki 1952, obteniendo una medalla de plata en la prueba de cuatro con timonel. Ganó tres medallas en el Campeonato Europeo de Remo entre los años 1951 y 1954.

## Palmarés internacional
| Juegos Olímpicos   | Juegos Olímpicos         | Juegos Olímpicos  | Juegos Olímpicos   |
| Año                | Lugar                    | Medalla           | Prueba             |
| ------------------ | ------------------------ | ----------------- | ------------------ |
| 1952               | Helsinki (Finlandia)     | Medalla de plata  | Cuatro con timonel |
| Campeonato Europeo |                          |                   |                    |
| Año                | Lugar                    | Medalla           | Prueba             |
| 1951               | Mâcon (Francia)          | Medalla de plata  | Cuatro con timonel |
| 1953               | Copenhague (Dinamarca)   | Medalla de bronce | Cuatro con timonel |
| 1954               | Ámsterdam (Países Bajos) | Medalla de bronce | Cuatro sin timonel |